# Dando Shaft
Dando Shaft — недолго просуществовавшая психоделическая/прогрессивная и фолк-джаз группа, которая была образована в Ковентри, Англия, в 1968 году и в основном была активна в начале 1970-х годов.
Выпустив свой дебютный альбом An Evening with Dando Shaft в 1970 году, Dando Shaft добавили вокалистку Полли Болтон из Лемингтон-Спа, певшую ранее с Джун Табор, прежде чем записать свой второй альбом Dando Shaft в 1971 году. Хотя Болтон добавила влияние болгарской музыки, продажи альбомов группы оставались разочаровывающими. После записи третьего альбома Lantaloon в 1972 году группа распалась.
После распада Dando Shaft Мартин Дженкинс продолжил играть с бывшим скрипачом Fairport Convention Дэйвом Сварбриком в Whippersnapper, в то время как Болтон занялась сольной карьерой. Хотя в 1977 году группа воссоединилась, чтобы записать альбом Kingdom, альбом не принес ожидаемого коммерческого прорыва, и участники Dando Shaft разошлись.

## Характеристики
Стиль
Отказавшись от электроинструментов, Dando Shaft, тем не менее, излучали тот же уровень энергии, что и электрические британские фолк-группы, такие как Fairport Convention и Steeleye Span.
Источники вдохновения
Помимо традиционных тем английского и ирландского фольклора, пронизывающих весь период фолк-ривайвла, наиболее заметное влияние на Dando Shaft оказала фолк-группа Pentangle. Однако другие элементы, уникальные для звучания Dando Shaft, включают прогрессивное использование болгарских темпов, более многоинструментальный подход и психоделическое звучание, напоминающее работы шотландских современников The Incredible String Band.

## Дискография
Альбомы
- An Evening With Dando Shaft (Young Blood, 1970)
- Dando Shaft (Neon(RCA), 1971) AUS No. 41[5]
- Lantaloon (RCA, 1972)
- Kingdom (Rubber Records, 1977)

Концертные альбомы
- Shadows Across the Moon (Happy Trails, 1993)

Сборники
- Reaping the Harvest (See for Miles, 1990)
- Anthology (RPM Vinyl, 2002)

Синглы
- «Sun Clog Dance» (RCA, 1972)